# Hluková norma PIEK

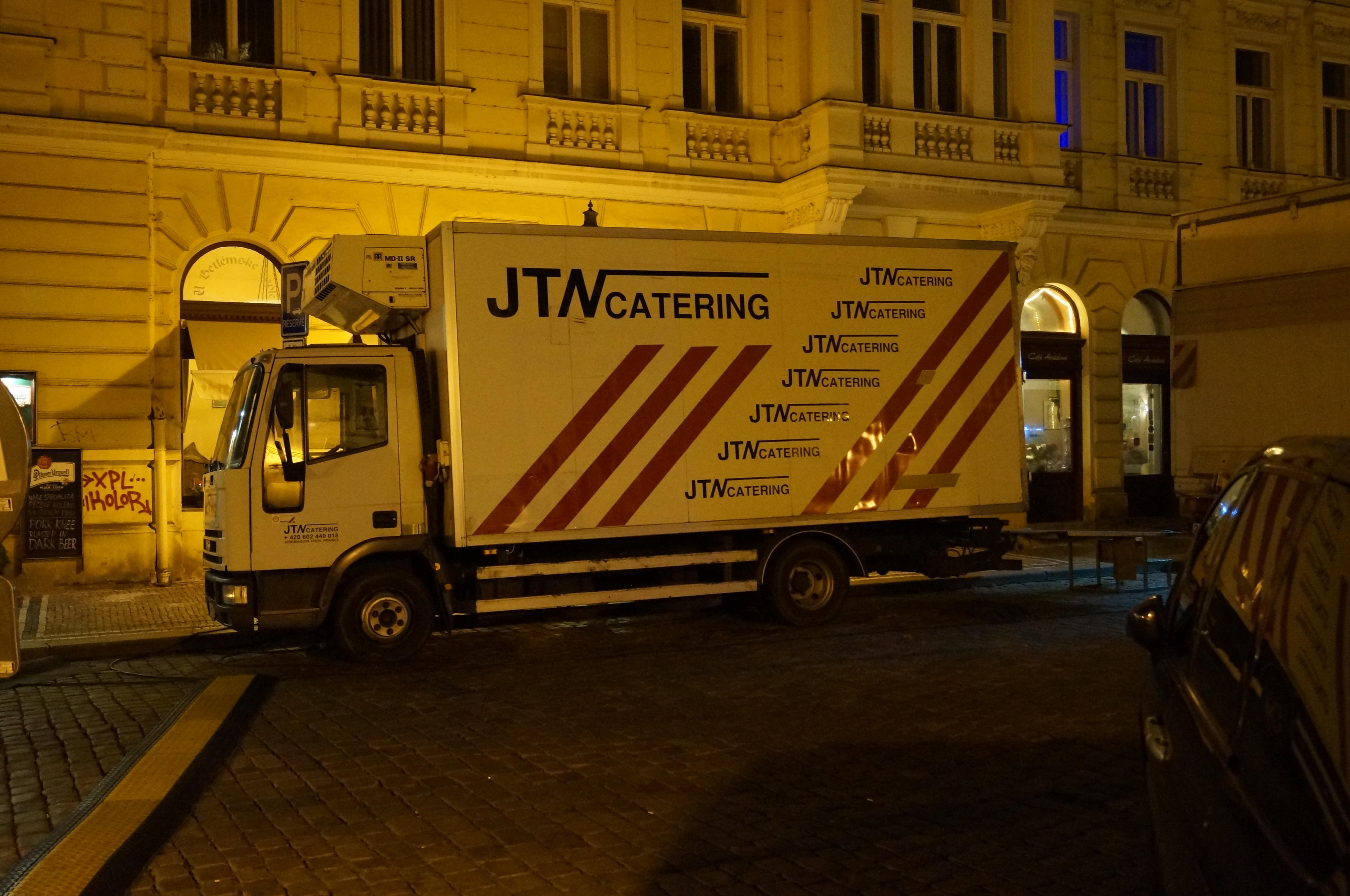
Noční distribuce zboží v centru Prahy

PIEK je název normy omezující hluk při distribuci zboží ve
městech v nočních hodinách.
Koncem 90. let 20. století iniciovala nizozemská vláda
program zaměřený na omezení hlukových emisí při nakládání a vykládání zboží v
maloobchodu a při řemeslné výrobě. To nakonec vyústilo do programu, který se
nazývá PIEK (nizozemsky vrchol, špička, totéž, co znamená PEAK
v angličtině). Název PIEK odkazuje na špičkové hodnoty hluku na rozdíl od
průběžného měření hladin hluku. V roce 2004 tak vznikl certifikační
program PIEK pro vozidla a další zařízení používaná při distribuci zboží
v noci v obydlených oblastech. Za noční provoz se obvykle považuje
činnost mezi 22 h večer a 7 h ráno a obecným požadavkem této normy je, aby hluk
v tomto časovém intervalu nepřekročil hodnotu 60 dB(A). To je požadavek
poměrně náročný – uvádí se, že této hladině hluku odpovídá např. běžná
konverzace v kanceláři, hra na kytaru ve vzdálenosti asi 40 cm nebo třeba žabí
kvákání v přírodě. Hluková norma PIEK je podrobně popsána ve zprávě TNO „Measurement methods for peak noise during loading and unloading”, kde jsou definovány příslušné měřicí metody tak,
aby bylo možné jednoznačně rozhodnout o tom, zda dané zařízení normu PIEK
splňuje nebo ne. 
Potenciálním zdrojem hluku při rozvozu zboží ve městech
nejsou jenom nákladní vozy a jejich motory, ale i různé zvedací mechanismy,
transportní vozíky, běžící chladicí jednotky na vozech a nakonec i hlasité
rádio v kabině řidiče. Hluková norma PIEK je postupně aplikována i
v dalších evropských státech (Francie, Británie, Německo, Belgie, …) a i
v těchto případech se za základ bere zmíněná zpráva TNO, aby jednotlivé
národní normy měly charakter harmonizovaného standardu. 